# Heteroconis nigripalpis
Heteroconis nigripalpis is een insect uit de familie van de dwerggaasvliegen (Coniopterygidae), die tot de orde netvleugeligen (Neuroptera) behoort. 
De wetenschappelijke naam Heteroconis nigripalpis is voor het eerst geldig gepubliceerd door Martin Meinander in 1972.